# Demir Mulić
Demir Mulić, né le 18 mai 1993 à Bijelo Polje, est un coureur cycliste monténégrin. Il participe à des compétitions sur route et en VTT,.

## Biographie
Demir Mulić est devenu à plusieurs reprises champion du Monténégro, que ce soit sur route ou en VTT. 
En 2015, il participe à l'épreuve cross-country des premiers Jeux européens, où il abandonne.

## Palmarès sur route

### Par années
- 2015
  - 2e du championnat du Monténégro sur route
- 2016
  -  Champion du Monténégro sur route

### Classements mondiaux
| Année           | 2015 | 2016 |
| --------------- | ---- | ---- |
| UCI Europe Tour | 459e | 910e |

## Palmarès en VTT

### Championnats nationaux
| - 2013 - Champion du Monténégro de cross-country - 2014 - 2e du championnat du Monténégro de cross-country - 2015 - Champion du Monténégro de cross-country | - 2016 - Champion du Monténégro de cross-country - 2021 - 2e du championnat du Monténégro de cross-country |